# Abraham Klein (fodbolddommer)
Abraham Klein (Hebraisk:אברהם קליין, født 29. marts 1934), er en tidligere fodbolddommer fra Israel. Han var en højt respekteret dommer i internationale kampe som FIFA-dommer fra slutningen af 1960'erne til 1982. Blandt andet dømte han bronzefinalen i VM i Argentina i 1978 mellem Brasilien og Italien. Han dømte i tre VM-sluttspil, i Mexico i 1970, Argentina i 1978 og i Spanien i 1982.